# Chołmsk
Chołmsk (ros. Холмск, jap. Maoka) – miasto we wschodniej części Rosji (obwód sachaliński, wyspa Sachalin). Założone w 1870, jako placówka wojskowa. W latach 1905–1945 należało do Japonii. Liczy ok. 35 tys. mieszkańców.

## Miasta partnerskie
- Ansan, Korea Południowa
- Otaru, Japonia
- Kushiro, Japonia